# Solenopsis insinuans
Solenopsis insinuans es una especie de hormiga del género Solenopsis, subfamilia Myrmicinae.

## Distribución
Esta especie se encuentra en Uganda.